# 伍徐
伍徐（？—前208年），又作伍逢，秦朝末年農民軍將領，銍縣（今安徽省淮北市濉溪縣）人，陳勝、吳廣屬下。
秦末，吳廣率領伍徐、鄧説等，攻擊三川郡，包圍滎陽，鄧説駐兵郟縣，伍徐駐兵許縣（今河南許昌）。後秦將章邯來救援，派部將攻擊鄧説，鄧説部隊潰逃到陳縣。隨即章邯攻擊伍徐部隊，伍徐也敗逃到陳縣，章邯追擊，伍徐陣亡。